# Santa Clara de Buena Vista
Santa Clara de Buena Vista é uma comuna da província de Santa Fé, na Argentina.